# 马拉索莱哈
马拉索莱哈，是西班牙卡斯蒂利亚-莱昂塞戈维亚省的一个市镇。 总面积26平方公里，总人口160人（2001年），人口密度6人/平方公里。